# Andrew J. Applegate
Andrew J. Applegate (* 14. Oktober 1833 bei Georgetown, Ohio; † 21. August 1870 in Mobile, Alabama) war ein US-amerikanischer Politiker und 1868 bis 1870 der erste Vizegouverneur von Alabama.
Applegate wurde 1833 nahe Georgetown im Brown County als Sohn von Benjamin und Rebecca Applegate geboren. Die Vorfahren seines Vaters waren ursprünglich aus den Niederlanden emigriert und ließen sich in Pennsylvania nieder. Später entstand ein Familienzweig in Kentucky. Applegates Vater zog von dort nach Ohio und ließ sich auf einer Farm nahe Georgetown nieder, wo er eine Familie gründete.
Andrew Applegate besuchte öffentliche Schulen in Georgetown und studierte später Jura. Nach Abschluss seines Studiums praktizierte er in Georgetown. Während des Bürgerkrieges diente er ab dem 9. Juli 1861 in der vierten Kompanie der Ohio volunteer cavalry, wurde zum Sergeant und später auch zum Quarter Master Sergeant ernannt. Nach Ablauf seiner Dienstzeit verließ er am 16. Juli 1864 die Armee, trat jedoch schon 1865 wieder ein und gehörte vom 6. März bis zum 28. September 1865 der 189th Ohio volunteer infantry an.
1866 ließ sich Applegate in Huntsville nieder und wurde wieder als Anwalt tätig. Im nächsten Jahr erfolgte seine Wahl zum Mitglied des Verfassungskonvents. Bei den nächsten Wahlen wurde er zum Vizegouverneur (Lieutenant Governor) von Alabama gewählt und übte dieses Amt von 13. August 1868 bis 1870 aus. Applegate, der den Republikanern angehörte, war damit der erste Vizegouverneur des Bundesstaates. Das Amt war erst durch die neue Staatsverfassung von 1867 geschaffen worden.
Applegate war seit dem 7. September 1858 mit Lucinda Connor verheiratet. Aus der Ehe gingen zwei Kinder, ein Sohn und eine Tochter, hervor.